# Жубаныш, Багдат Тореханулы
Багдат Тореханулы Жубаныш (каз. Бағдат Жұбаныш; род. 1 января 1996 года, Казахстан) — казахстанский боец смешанных единоборств, представитель наилегчайшей весовой категории. Первый в истории трёхкратный чемпион мира по MMA (2018, 2019, 2021), чемпион Азии по MMA (2019), чемпион Казахстана по MMA (2019).

## Биография
Багдат Жубаныш родился 1 января 1996 года в Актюбинской области Казахстана. Проживает в городе Актюбе. По национальности — казах.
Тренируются в клубе "Erkin Kush" из Актобе под руководством тренера по ММА Айбека Шокпутова. Является мастером спорта международного класса и победителем чемпионатов мира, Азии и Казахстана по ММА.

## Достижения
- Чемпионат мира по MMA (Манама 2018[4][5]) —
- Чемпионат мира по MMA (Манама 2019[6][5]) —
- Чемпионат Азии по MMA (Бангкок 2019[7]) —
- Чемпионат Казахстана по MMA (Алмата 2019[8]) —